# Drept real
Un drept real este dreptul subiectiv patrimonial pe temeiul căruia titularul său poate să exercite anumite puteri, prerogative asupra unui bun determinat, în mod direct și nemijlocit, fără intervenția altei persoane. Denumirea de drepturi "reale" vine din limba latină de la cuvântul re (lucru). Categoria drepturilor reale este îndeobște analizată prin opoziție cu drepturile de creanță, care sunt drepturi subiective patrimoniale în virtutea cărora subiectul activ, denumit creditor  poate pretinde subiectului pasiv, denumit debitor, să dea, să facă sau să nu facă ceva.
Drepturile reale pot fi exercitate de una sau mai multe persoane. În cazul principalului drept real, dreptul de proprietate, acesta devine drept de proprietate comună. Cu toate acestea, dreptul de proprietate nu este singurul care poate fi obiect al coproprietății, această poziție putând fi îndeplinită de toate drepturile reale. În această situație, acestor drepturi comune se vor aplica regimul juridic al proprietății comune pe cote-părți.

## Tipuri de drepturi reale
Drepturile reale sunt: 
- drept de proprietate
- drept de superficie
- drept de uzufruct
- drept de uz
- drept de abitație
- drept de servitute
- drept de administrare
- drept de concesiune
- drept de folosință
- drepturi reale de garanțiilor
- alte drepturi reale recunoscute de lege

O categorie aflată la limita drepturilor reale este dreptul de retenție, care nu este reglementat în legislația civilă, dar este recunoscut atât de practica judiciară, cât și de doctrina juridică. În temeiul acestui drept, persoana care are obligația de restituire a unui bun are posibilitatea de a refuza executarea acesteia până când persoana care pretinde restituirea nu va plăti cheltuielile făcute cu conservarea, întreținerea sau îmbunătățirea bunului în cauză.
Ipoteca este un element ajutator pentru stabilirea unor credite cu risc scazut. Ea ajuta pe creditor in a gestiona un portofoliu solid de active.